# Estat de Mèxic
|  | No s'ha de confondre amb Mèxic nom comú de la república federal dels Estats Units Mexicans. |

L'estat de Mèxic és un dels 31 estats que conformen la federació mexicana. L'estat de Mèxic es localitza al centre del país, envoltant al Districte Federal. (La ciutat de Mèxic no pertany a l'estat de Mèxic). Limita al Nord amb l'estat d'Hidalgo, a l'est amb l'estat de Puebla i l'estat de Tlaxcala, al sud amb l'estat de Morelos i l'estat de Guerrero i a l'oest amb Michoacán.
És l'estat més poblat de Mèxic, amb 14 milions d'habitants, encara que la majoria viuen en les zones que envolten la ciutat de Mèxic, i que pertanyen a l'àrea metropolitana de la ciutat de Mèxic, com ara Nezahualcóyotl i Ecatepec de Morelos. La capital de l'estat és Toluca, localitzada a 80 km a l'oest de la ciutat de Mèxic.

## Història

Os sacre de Tequixquiac.

El sòl de l'estat ha estat habitat 35,000 anys aC per homes primitius que van creuar l'estret de Bering procedents d'Àsia, el baró de Tepexpan és una evidència dels primeris homes. Aquests homes i dones eren nòmades, caçaven animals grossos com mamuts i recollien fruits per evidències arqueològiques trobades en aquest lloc. Una de les troballes més importants de l'art primitiu a Amèrica va ser trobat en aquest municipi, va prendre el nom de l'Os sacre de Tequixquiac, el qual no té cap utilitat i que només reflecteix el sentiment ideològic de l'artista que va tallar la peça d'os d'un camèlid fa 22,000 anys aC.